# Wirdumerdraai
Wirdumerdraai is een buurtschap aan het Damsterdiep in de gemeente Eemsdelta in de provincie Groningen. Het ligt tussen Garrelsweer en Eekwerderdraai en valt binnen de bebouwde kom van Wirdum. Het dorp had in 2008 150 inwoners.
Van Wirdumerdraai naar Wirdum stroomt het Wirdumermaar. Beide plaatsen worden gescheiden door de N360. De naam verwijst naar de voormalige draaibrug over het Damsterdiep, die in de jaren tachtig van de twintigste eeuw werd vervangen door een ophaalbrug.

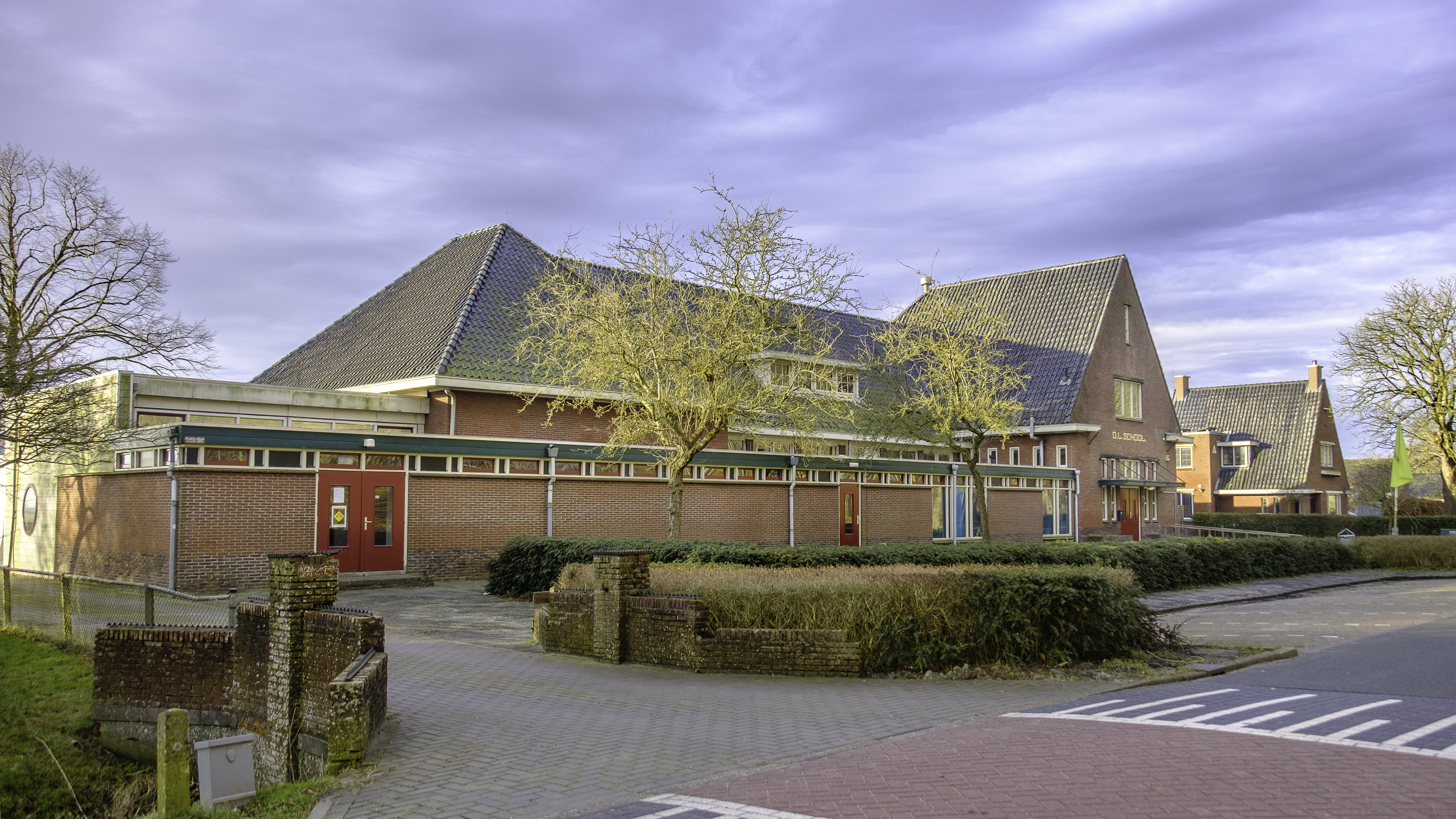
Voormalige openbare Wirdumerdraaischool uit 1938

Groningen: Steden en dorpen      Nederland: Provincies · Gemeenten